# تیمور بیگ بایرامعلی‌بیگوف
تیمور بیگ بایرامعلی‌بیگوف (ترکی آذربایجانی: Teymur Bayraməlibəyov; ۲۲ اوت ۱۸۶۳ – ۲ سپتامبر ۱۹۳۷) تاریخدان، مدرس و خبرنگار آذربایجانی بود.

## اوایل زندگی
تیمور بیگ بایرامعلی‌بیگوف ۲۲ اوت سال ۱۸۶۳، در خانواده ای نجیب‌زاده در روستای بیرینجی یددی اویماق شهرستان ماسال‌لی به دنیا آمد، ولی بیشتر عمرش را در لنکران سپری کرد. او اصل و نسب از خاندان شاهسون‌ها داشت، که آبا و اجدادش در قرن ۱۶ میلادی به قفقاز کوچ کرده بودند. او که در مدرسه اسلامی درس خوانده بود، علاوه بر علوم دیگر، زبان‌های عربی و فارسی را هم به خوبی فراگرفته بود. تیمور بیگ بایرامعلی‌بیگوف سپس در مدرسه دوپایه‌ای «روسی-تاتار» در لنکران، و بعداً با اخذ بورس تحصیلی از نیکوکاران اداره زمین و مسکن باکو، در مدرسه تازه‌تاسیس روسی در تفلیس به آموزش و پرورش خود ادامه داد. در سال ۱۸۷۹ وارد دانشسرای عالی گوری شد.

## کارنامه
تیمور بیگ بایرامعلی‌بیگوف به دنیال آنکه از دارالمعلمین یادشده دانش‌آموخته شد، به عنوان آموزگار در یکی از مدارس روسی‌زبان لنکران فعالیت‌های شغلی خود را آغاز کرد. او در عین حال، به عنوان خبرنگار منطقه ای روزنامه روسی‌زبان «کاسپی»، که مقر آن در باکو بود، کار می‌کرد. وی در سال ۱۹۰۳ یک تئاتر داوطلبان در لنکران را راه اندازی نمود، که مدرسان محلی در نمایش‌های گونه‌گون آن ایفای نقش می‌کردند. این، همان تئاتر بود، که حسین عربلینسکی قبل از شهرت یافتن به عنوان یک بازیگر در سال ۱۹۰۵، در آنجا به استعداد خود پی برده و پرورش دیده بود.
تیمور بیگ بایرامعلی‌بیگوف همچنین چندین مقاله و کتاب مانند «خانات تالش»، «لنکران در دوران باستان»، و نیز آثاری راجع به اسطوره‌شناسی، فولکلور، و سبک زندگی مردم تالش به تحریر درآورده است.
در سال ۱۹۱۷، به کمک تیمور بیگ بایرامعلی‌بیگوف، دخترش، مریم بایرامعلی‌بیگوا، نخستین مدرسه دنیوی دخترانه در لنکران را دایر نمود. پس از تأسیس جمهوری خلق آذربایجان در سال ۱۹۱۸، تیمور بیگ بایرامعلی‌بیگوف اولین نماینده حزب مساوات در لنکران شد. او در سال ۱۹۱۹ در مذاکرات با نیروهای بریتانیا که به آذربایجان یورش برده بودند، شرکت داشت. پس از سقوط جمهوری خلق آذربایجان به دست بلشویک‌ها در سال ۱۹۲۰ و در تبع آن استقرار نظام شوروی بر این کشور، او به باکو نقل مکان داده و تا آخر عمرش در یک مدرسه آموزگاری نمود.
تیمور بیگ بایرامعلی‌بیگوف ۲ سپتامبر سال ۱۹۳۷ در باکو درگذاشت.